# Ștefan Balint
Ștefan Balint (* 26. Januar 1926 in Sighișoara; † 1976) war ein rumänischer Fußballspieler. Der Mittelfeldspieler bestritt 187 Spiele in der Divizia A. In den Jahren 1951, 1952 und 1953 gewann er mit CCA Bukarest die rumänische Meisterschaft.

## Karriere

### Verein
Balint kam im Jahr 1941 in die Jugend des Kolozsvári AC. Im Jahr 1945 stieg er in die erste Mannschaft des Klubs auf, die nach dem Ende des Zweiten Weltkrieges als Ferar Cluj in Rumänien spielte. Mit seinem Verein qualifizierte er sich im Jahr 1946 für die Teilnahme an der höchsten Liga des Landes, der Divizia A. Dort gehörte er von Anbeginn zu den Stammkräften. Nach der Fusion von Ferar mit dem Lokalrivalen CFR Cluj blieb er dem Klub erhalten. Am Ende der Saison 1948/49 musste er mit seinem Team in die Divizia B absteigen.
Balint verließ CFR im Sommer 1949 und schloss sich CCA Bukarest an. Da der Pokalwettbewerb 1949 aufgrund der Umstellung des Ligabetriebs auf das Kalenderjahr erst im Herbst ausgetragen wurde, konnte er durch den Pokalsieg im Finale über CSU Cluj seinen ersten Titel erringen. Diesen Erfolg konnte er mit seiner Mannschaft ein Jahr später wiederholen. CCA wurde Anfang der 1950er-Jahre der erfolgreichste rumänische Verein. In den folgenden Spielzeiten konnte Balint mit seinem Team dreimal die rumänische Meisterschaft (1951, 1952 und 1953) sowie zwei weitere Pokalsiege (1951 und 1952) erringen. In der Saison 1953 verlor er jedoch seinen Stammplatz und kam nur noch in der Hälfte der Begegnungen zum Einsatz.
Nachdem die Einsätze weiter zurückgegangen waren, wechselte Balint Anfang 1956 zu Metalul Hunedoara in die Divizia B. Mit seinem neuen Klub kämpfte er um den Aufstieg ins Oberhaus. Dieser blieb ihm mit zwei zweiten Plätzen in den Spielzeiten 1956 und 1957/58 zunächst verwehrt. In der Saison 1959/60 belegte er am Saisonende mit seinem Team den ersten Platz in der Staffel 3 und schaffte den Sprung in die Divizia A. Dort musste er jedoch als Letzter der Spielzeit 1960/61 den sofortigen Abstieg hinnehmen. Nachdem er mit Hunedoara in der darauf folgenden Saison auch aus der Divizia B absteigen musste, beendete er seine Laufbahn.

### Nationalmannschaft
Balint kam einmal in der rumänischen Nationalmannschaft zum Einsatz. Im Freundschaftsspiel gegen Polen spielte er am 25. Mai 1952 eine Halbzeit lang, ehe er durch Andrei Mercea ersetzt wurde.

## Erfolge
- Rumänischer Meister: 1951, 1952, 1953
- Rumänischer Pokalsieger: 1949, 1950, 1951, 1952